# Mesosemia rubeola
Mesosemia rubeola är en fjärilsart som beskrevs av Hans Ferdinand Emil Julius Stichel 1916. Mesosemia rubeola ingår i släktet Mesosemia och familjen Riodinidae. Inga underarter finns listade i Catalogue of Life.